# Rufnummerngasse
Eine Rufnummerngasse (kurz Nummerngasse) oder ein Rufnummernraum ist ein bestimmter Bereich von Telefonvorwahlen. Bei der Bezeichnung Rufnummerngasse steht das Schaltverhalten der Vermittlung im Vordergrund, beim Rufnummernraum eine (meist) örtliche Zuordnung.

## Rufnummerngasse
Unter Rufnummerngasse versteht man meistens einen kleineren Bereich bestimmter Telefonnummern, die in denselben Bereich geschaltet werden. Dies betrifft zum einen die Vorwahl, zum anderen aber auch mit gleichen Ziffern beginnende Teilnehmernummern. Solche Bereiche können einzelnen Netzbetreibern, bestimmten Telefondiensten (Sonderrufnummern) oder Firmen, aber auch geographischen Regionen zugewiesen sein.

### Gratis- & Mehrwertdienstenummern
Ein Telefonanruf, der mit der Vorwahl aus einer bestimmten Rufnummerngasse beginnt, kann für den Anrufer kostenlos sein (z. B. Rufnummerngasse 0800 in Deutschland, Österreich, der Schweiz und in diversen andern Ländern) oder auch besonders kostenpflichtig (zu einem bestimmten Minuten- oder Festpreis). Die feste Zuordnung von Rufnummerngassen zu Diensten und/oder Kosten hat für den Anrufer u. a. den Vorteil einer Kostendeckelung. Durch Rufnummernportierung und freie Bepreisung (Offline-Billing) von 0900-Mehrwertdiensten geht diese Eigenschaft von Rufnummerngassen jedoch zunehmend verloren.

### Mobilfunkvorwahlen
Weitere Beispiele für Rufnummerngassen sind diverse Vorwahlen für deutsche Mobilfunkanbieter (015, 016, 017) bzw. österreichische Mobilfunkanbieter (065, 066, 067, 068, 069) bzw. schweizerische Mobilfunkanbieter (076, 077, 078, 079) oder der ortsunabhängige Rufnummernraum 032 in Deutschland.

### Geographische Regionen und Dienstanbieter
Von Nummerngassen wird auch bei gleichen führenden Ziffern von Teilnehmeranschlüssen innerhalb einer Vorwahl- resp. Netzgruppe gesprochen. Diese können regional oder anbieterseitig sein. Auch hier ist durch die Rufnummernportabilität meist die Stringenz verloren gegangen.
Beispiele aus der Schweiz, Landesvorwahl +41, Netzgruppe 061 (Basel) – (x steht für eine beliebige Ziffer):
- 061 265xxxx, Nummernbereich des Universitätsspitals Basel
- 061 481xxxx, 061 482xxxx – Allschwil, urspr. Analoganschlüsse
- 061 483xxxx, 061 486xxxx – Allschwil, ISDN & Firmenanschlüsse
- 061 401xxxx, 061 402xxxx – Oberwil BL, urspr. Analoganschlüsse
- 061 403xxxx, 061 405xxxx – Oberwil, ISDN & Firmenanschlüsse
- 061 551xxxx, VoIP/SIP-Anschlüsse des Anbieters Peoplefone
- 061 577xxxx, VoIP/VoC-Anschlüsse des Anbieters Quickline
- 061 599xxxx, VoIP/VoC-Anschlüsse des Anbieters ImproWare (breitband.ch)
- etc.

## Rufnummernraum
Die Zuteilung umfangreicherer Nummernbereiche oder solche, die für originäre Teilnehmerrufnummern von Teilnehmer-Telefonanschlüssen vorgesehen sind, werden auch Rufnummernraum genannt, insbesondere bei geographischer Zuordnung.